# De Speeldoos (Baarn)
Theater de Speeldoos is een theater aan de Rembrandtlaan 35 in de Nederlandse plaats Baarn.
De 'rode pluche'-theaterzaal heeft 340 stoelen. Het theater heeft een foyer, met klein podium en piano. De activiteiten kunnen ook plaatsvinden in een van de 7 kleinere zalen.
Het programma van Theater de Speeldoos bevat toneel, musicals, cabaret en jeugdvoorstellingen. In de vakanties zijn er kindervoorstellingen en elke maandag is het filmavond. 
Theater de Speeldoos biedt ook ruimte aan plaatselijke (amateur-)kunstenaars om hun werk te exposeren. Naast de vele incidentele workshops en activiteiten, zijn er verenigingen die cursussen op cultureel en maatschappelijk gebied verzorgen, zoals De Volksuniversiteit en de Nutsschool voor Expressie.

## Geschiedenis
Sinds 1928 werden muziek- dans- en theatervoorstellingen gegeven in Musis Sacrum in het Pekingbos. Toen de faciliteiten en veiligheid tekortschoten werd het pand in 1969 gesloten en in 1976 gesloopt. Toen de dependance van de Academie voor Sociaal Werk De Nijenburgh naar Culemborg verhuisde kwam het gebouw aan de Rembrandtlaan vrij. Na een verbouwing kon Theater de Speeldoos in 1974 in het gebouw trekken. Daarbij werd het podium uit de vroegere Oosterschool gebruikt. Na een brand werd het theater officieel geopend op 15 september 1975. De naam is ontleend aan de blokkige vorm van het gebouw en de kindervoorstellingen die er plaatsvonden. In 1983 kwam er een grote zaal bij het bestaande gebouw. De huidige theaterzaal stamt uit 1985. 
In 2003 kwam er in de Speeldoos een grotere foyer en werden er meer zalen gebouwd voor de verhuur. In de zomer van 2011 werden na 25 jaar de grote en kleine zaal volledig verbouwd. Huidig directeur is Tom van der Poel.